# Zorraquín
Zorraquín è un comune spagnolo di 57 abitanti situato nella comunità autonoma di La Rioja.